# Leendert van As
Leendert van As (Gouda, 31 oktober 1934) is een Nederlands politicus van het CDA en eerder de CHU.
Zijn vader was textielhandelaar in Gouda. Zelf heeft hij na de hbs in Nijenrode gestudeerd. Van 1961 tot 1976 was hij werkzaam bij een houtimporteur waar hij naast commercieel medewerker ook procuratiehouder was. Daarnaast was Van As ook actief in de lokale politiek. Zo was hij vanaf 1966 gemeenteraadslid en later ook nog enige tijd wethouder in Harmelen voor hij in september 1976 benoemd werd tot burgemeester van Dinxperlo. Van As zou die functie ruim 23 jaar uitoefenen tot hij in november 1999 met pensioen ging.
Zijn jongere broer Gerard van As is eveneens politiek actief. Gerard was VVD-wethouder in Alphen aan den Rijn en zat vanaf 2002 vier jaar namens de LPF in de Tweede Kamer en keerde daarna weer terug in de lokale politiek.